# عمليات الترحيل الألمانية من جزر القنال

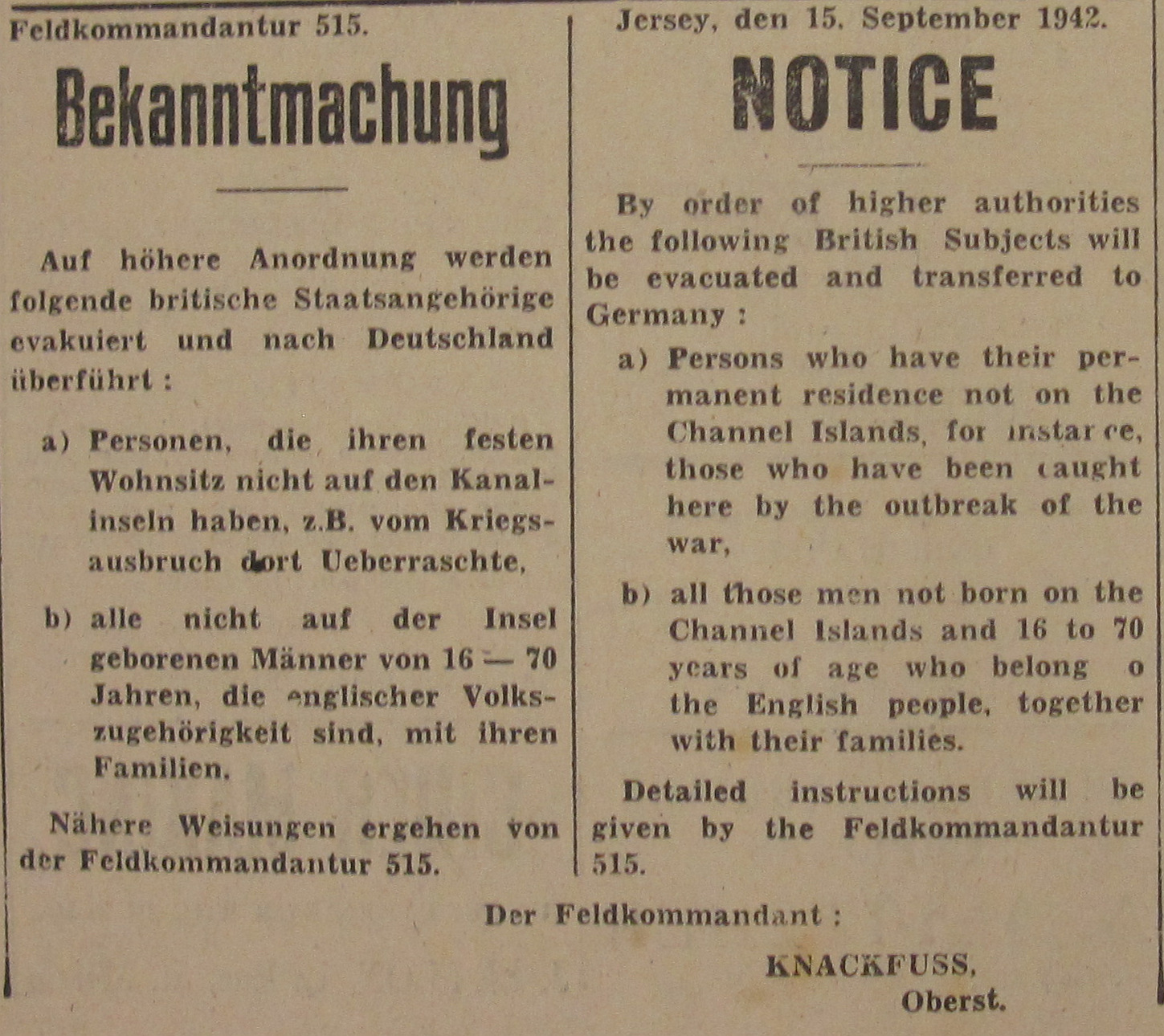

تشير عمليات الترحيل من جزر القنال التي احتلتها ألمانيا إلى موجة محددة من عمليات الترحيل من قبل ألمانيا النازية لمواطنين بريطانيين كانوا مقيمين في جزر القنال. كان السبب المعلن هو الرد على اعتقال مواطنين ألمان في بلاد فارس من قبل الحكومة البريطانية.
بناءً على تعليمات مباشرة من أدولف هتلر، وفي انتهاك للقانون الدولي وشروط الاستسلام الموقعة في يوليو 1940، قامت القوات الألمانية النازية بترحيل واعتقال 2300 من سكان القناة المدنيين الذين لم يرتكبوا أي جرائم.
كانت هناك عمليات ترحيل أخرى لمواطنين بريطانيين من جزر القنال، بما في ذلك عمليات ترحيل لليهود المقيمين في تلك الجزر.

## مقدمة
سقطت جزر القنال، التي تضم بايليويك جيرسي وبايويك من غيرنسي، وتضم أيضًا ألديرني وسارك تحت السيطرة الألمانية في 30 يونيو 1940.
قبل ذلك، أعطت الحرب الخاطفة التي أدت إلى سقوط فرنسا، الحكومة البريطانية وحكومات الجزر وقتًا كافيًا لإجلاء أولئك الذين كانوا على استعداد لمغادرة الجزر على الفور. غادر ما يقرب من 25000 مواطن، في حين بقي 66000. بقي 41101 في جيرسي، و24429 في غيرنسي و470 في سارك، مع 18 فقط في ألديرني.
قررت الحكومة البريطانية في 15 يونيو نزع السلاح والتخلي عن جزر القنال، ونقل على إثر ذلك جميع الأفراد العسكريين والأسلحة والمعدات إلى إنجلترا.
خلال النصف الثاني من عام 1940 وحتى عام 1941، استقر سكان الجزر تدريجيًا ضمن علاقة عمل مع المحتلين الألمان. قرر عدد قليل من الأشخاص -الذين تمكنوا من استخدام القوارب- الفرار من الجزر، ومات بعضهم أثناء المحاولة.

## الحافز
في يونيو 1941، كانت بلاد فارس -إيران الحالية- دولة محايدة مع ألمانيا باعتبارها أكبر شريك تجاري لها. كان الاتحاد السوفييتي على حدوده الشمالية. كانت بريطانيا قد عسكرت مؤخرًا في العراق إلى الغرب، بعد الانقلاب المناهض لبريطانيا من قبل المتعاطفين مع النازيين. في 22 يونيو -عملية بربروسا- بدأ غزو الأراضي السوفيتية.
قُدم طلب سوفيتيي/بريطاني مشترك في 19 يوليو لبلاد فارس لطرد جميع المواطنين الألمان بسبب القلق بشأن قيام الجالية الألمانية الوافدة الكبيرة في إيران بأنشطة التجسس والتخريب. ورُفض في 29 يوليو وجدد في 16 أغسطس، هذه المرة بالتنسيق مع الأمريكيين في مؤتمر عقد في 9-12 أغسطس 1941. وافقت بلاد فارس في النهاية على الطلب، ولكن بحلول 25 أغسطس، غزت القوات الأنجلو-سوفيتية البلاد.
سُمح في سبتمبر للمفوضية الألمانية والنساء والأطفال من مجتمع المغتربين بالسفر إلى أوروبا، كذلك كان الحال مع مفوضيات المحور الأخرى. اعتُقل 65 رجلًا ألمانيًا في سن القتال (18-45)، معظمهم يفضلون البريطانيين على السيطرة السوفيتية. ذهب عدد قليل منهم إلى السوفييت وشحنوا إلى سيبيريا. ثم فصل البريطانيون اليهود الألمان الذين يمكن أن يبقوا في بلاد فارس. أُرسل الرجال المتبقين إلى الهند تحت رهن الاعتقال، انتهى الأمر ببعضهم في معسكرات في أستراليا.